# ゼネラル・エレクトリック F110

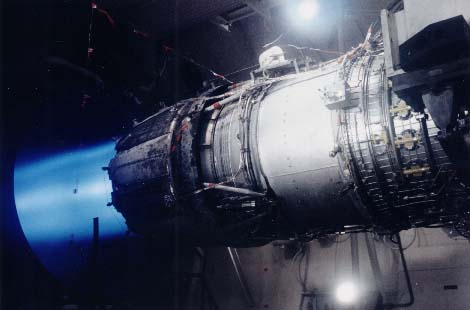
アーノルド技術開発センターでテスト中のF110

F110はゼネラル・エレクトリックが開発した航空機用アフターバーナー付きターボファンエンジンである。
なお、この項目ではF110のアフターバーナー非搭載型であるF118についても述べる。

## 概要
GE F101の発展型で、エンジンコアの設計を共有している。特徴として同クラスのアフターバーナー付きターボファンエンジンであるP&W F100と比較した場合に高高度での推進力は殆ど差はないが、低高度では3割強出力が高い。

## F-14

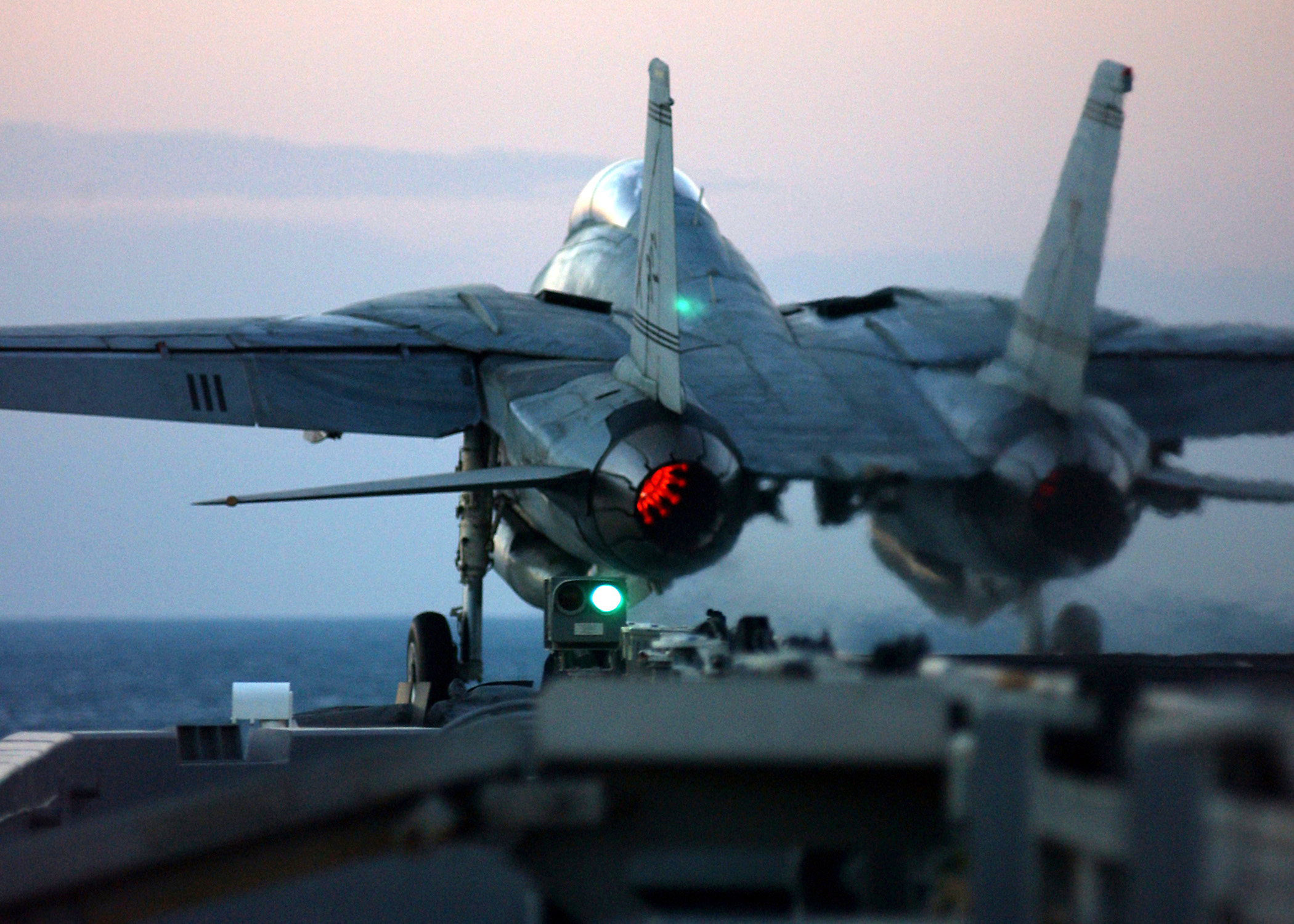
F-14B

1973年にF-14はP&W TF30エンジンを搭載して就役したが、その10年後までに多くの問題が発生した（同様の問題がF100エンジンを搭載したF-15やF-16でも発生している）。これを受け、国防総省は改良型のTF30-P-414Aの調達を開始した。その後1979年にF101の派生型であるF101-XがF-14のエンジンに採用され、後にF110-GE-400となった。
F110-GE-400とF110-GE-100の一番の違いは長さで、-400型はF-14の機体に合わせるためアフターバーナー後部を50インチ（≒1.27m）延長している。
新しいエンジンは23,100lbf/103kN（最大で27,600lbf/123kN）の出力を持ち、以前のTF30エンジン（推力20,900lbf/93kN）と比較して強力になっている。
F110によってアップグレードされたF-14はF-14Bとして知られている。またF110は同機の最終型であるF-14Dにも採用された。

## F-16、F-2

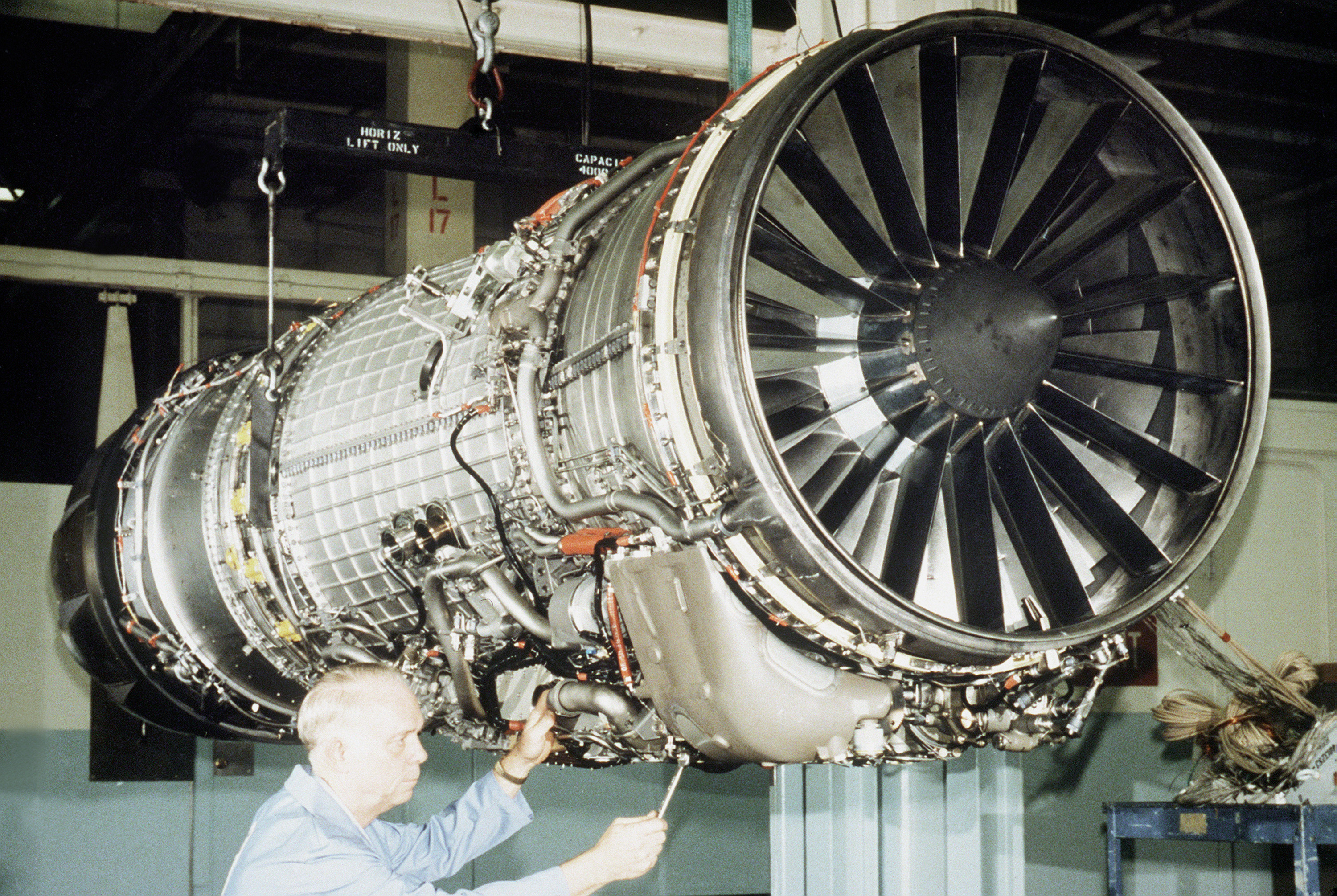
F-16用のF110

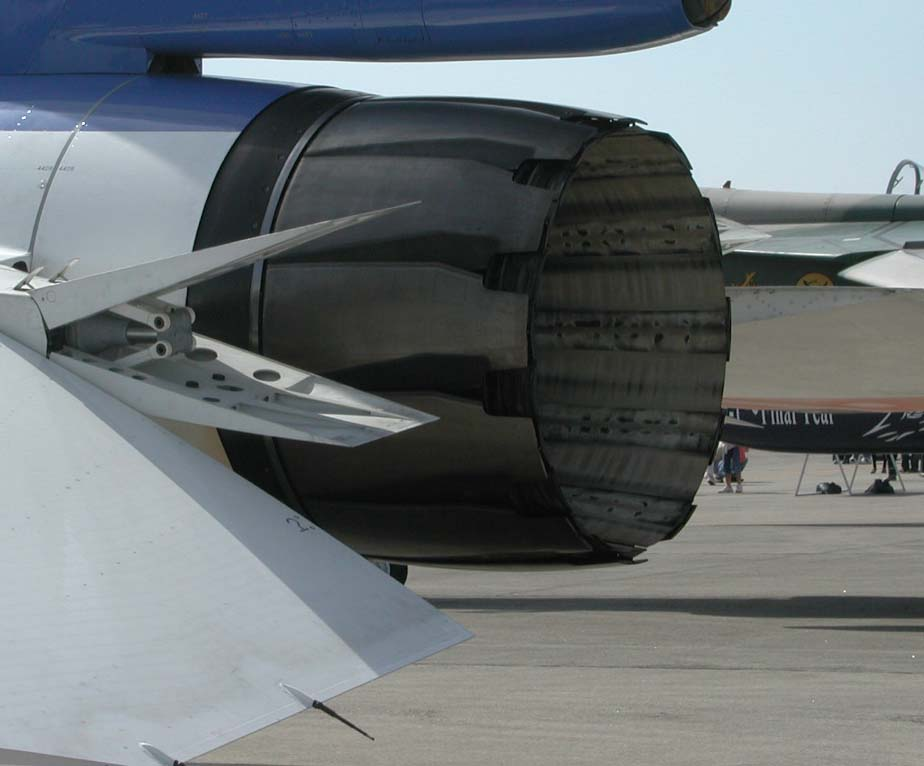
F-2のエンジンノズル

F-16は当初プラット・アンド・ホイットニー F100エンジンを採用して就役した。1984年、アメリカ空軍はF-16の運行リスク削減を目的にエンジンを二重ソース化するAlternative Fighter Engine（AFE）計画を開始し、プラット・アンド・ホイットニー社のF100とゼネラル・エレクトリック社のF110のうち、競争に勝ち抜いたエンジンを契約することとした。そのため、F-16C/D Block30/32はP&WのF100とGEのF110のどちらでも搭載可能な共通のエンジンベイを採用した最初の機体となった。F110は現在、アメリカ空軍のF-16C/Dのうち86％に搭載されている。
F110-GE-100の出力はF100-PW-200よりも約4,000lbf（17.8kN）大きいため、より多くの空気を必要とする。そのため初期はカタログスペック通りの出力が得られず、Block40以降のF110搭載機はインテークが大型化された（MCID、通称『ビッグマウス』）。
F-16用のF110にはF110-GE-100（推力28,000lbf/125 kN  Block30/40用）、F110-GE-129（推力29,400lbf/131 kN Block50シリーズ用）、F110-GE-132（推力32,000lbf/142 kN Block60用）がある。後者になるほど新型であり、より出力も大きくなっている。
日本でも、F-16をもとに開発されたF-2に、IHI（旧・石川島播磨重工業）がライセンス生産したF110-IHI-129が採用されている。

## F-15E

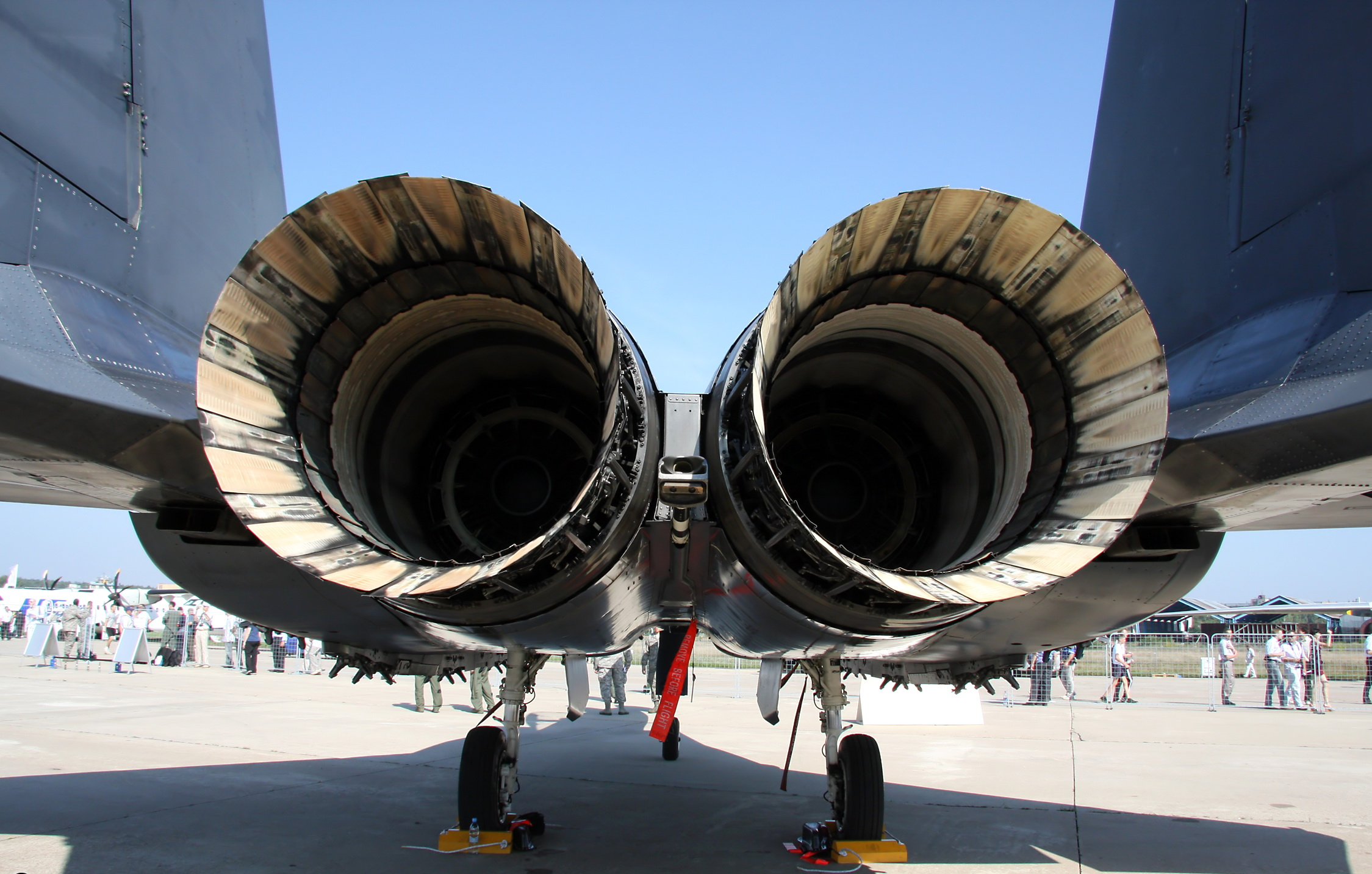
F-15E

F-15EはAFE計画によってF100-PW-229およびF110-GE-129に対応したエンジンベイを持つ。F-15Eの韓国向けであるF-15Kは、F110-GE-129をサムスンテックウィン（現・ハンファテックウィン）がライセンス生産したF110-STW-129を採用し、2005年から配備されている。

またシンガポール向けのF-15SGは信頼性を向上させたF110-GE-129Cを採用し、2008年にロールアウトした。サウジアラビアが運用しているF-15SもF110-GE-129Cを換装用に調達している。F-15Eの発展型であるF-15EXではF110-GE-129Eを採用した。

## 型式

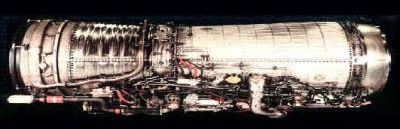
F118

F110-GE-400
F-14B/Dに搭載されたもの。推力27,600lbf/123kN。
F110-GE-100
F-16C/D Block30/40に搭載されている。推力28,000lbf/125 kN。
F110-GE-129
F-16C/D Block50に搭載されている。推力29,400lbf/131 kN、推力重量比7.5:1。
F110-GE-129A
F110-GE-129にCFM56-7の3次元空力技術をフィードバックし、燃焼室・高圧タービンを改良したもの。飛行時間あたりのコストが25%削減されている。F-15Eに搭載した場合23,500lbの空対地兵装を搭載可能となる。
F110-IHI-129
F110-GE-129AをIHIがライセンス生産したもの。F-2A/Bに搭載されている。
F110-STW-129
F110-GE-129Aをサムスンテックウィン（現・ハンファテックウィン）がライセンス生産したもの。F-15Kに搭載されている。
F110-GE-129B
129Aに運用寿命延長（SLEP）ハードウェアを適応した改良型。トルコ空軍のF-16C/Dが採用したほか、アメリカ空軍も340機のF-16C/Dに対して改修を行っている。
F110-GE-129C
信頼性を向上させた改良型。シンガポール空軍のF-15SGのほか、サウジアラビア空軍もF-15Sの換装用として調達している。
F110-GE-129D
改良型。メンテナンスサイクルを40%延長し6,000サイクルに改善することでメンテナンス費用の削減を図っている。オマーン空軍のF-16 Block 50が採用した。
F110-GE-132
改良型。わずかだがバイパス比が0.76から0.68へと下げ流量を270lb./secから275lb./secに増加、推力は32,000lbf/142kNに増強された。F-16E/F Block 60が搭載している。
F118
F110のアフターバーナー非搭載型。
F118-GE-100
B-2ステルス爆撃機に搭載。
F118-GE-101
U-2S偵察機に搭載。

## 仕様

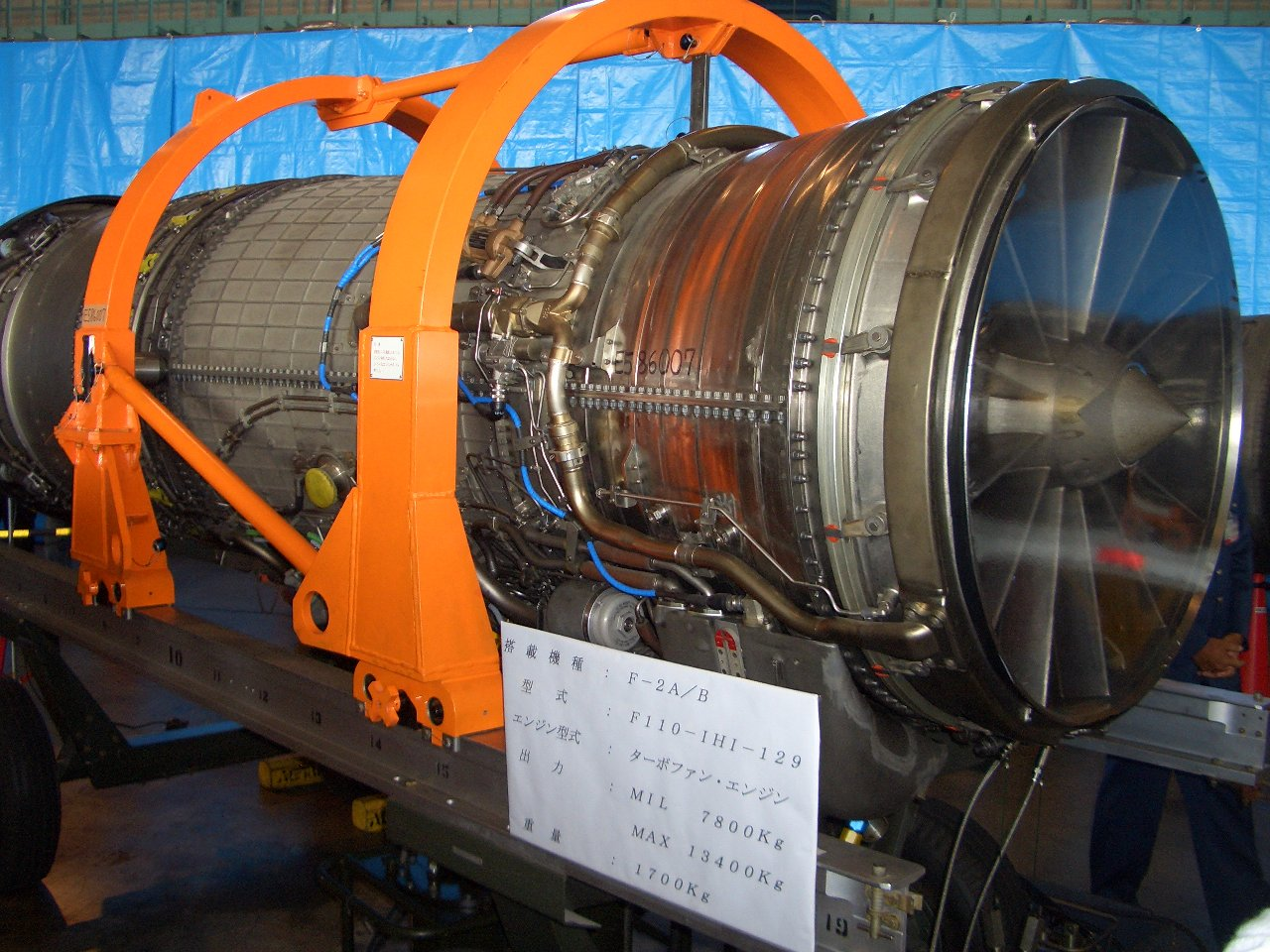
F110-IHI-129

### F110-100/-400
一般的特性
- 形式: アフターバーナー付きターボファンエンジン
- 全長: 182.3 - 232.3 in (463 - 590 cm)
- 直径: 46.5 in (118 cm)
- 乾燥重量: 3,920 - 4,400 lb (1,778 - 1,996 kg)

構成要素
- 圧縮機: ファン3枚・9段軸流圧縮機
- 燃焼器: アニュラ型
- タービン: 2段低圧・1段高圧タービン

性能
- 推力: 27,000 - 28,000 lbf (120 - 125 kN)
- 全圧縮比（英語版）: 29.9:1 - 30.4:1
- タービン入口温度: 2,750F (1,510C)
- 推力重量比: 6.36:1

出典：

### F110-GE-129
全長: 182.3 in (463 cm)
乾燥重量: 3,980 lb (1,805 kg)
バイパス比: 0.76
出典：

### F110-GE-132
全長: 181.9 in (462 cm)
乾燥重量: 4,050 lb (1,837 kg)
バイパス比: 0.68
出典：